# Olina
(Elio Garzillo, Soprintendente per i Beni Architettonici e per il Paesaggio dell'Emilia, in Seicento Appenninico. La Chiesa dei Santi Pietro e Paolo di Olina)
(Filippo Trevisani, Soprintendente per il Patrimonio Storico, Artistico e Demoetnoantropologico di Modena e Reggio Emilia, in Seicento Appenninico. La Chiesa dei Santi Pietro e Paolo di Olina)
Olina è una frazione del comune di Pavullo nel Frignano, in provincia di Modena.

## Geografia fisica
Olina è situata a sud-ovest del capoluogo, 
Il nome del paese, Olina, deriva dal Toponimo "Aulina", da "aula", ovvero luogo libero, aperto, arioso.
Le caratteristiche specifiche e le qualità più note del suo territorio sono, infatti, il clima mite e la fertilità. Per questa ragione, già dal 1800 Olina veniva anche definita "Il Giardino del Frignano".

## Storia
Le caratteristiche geografiche resero possibile il sorgere di numerosi insediamenti. Si costituirono, nel medesimo ambito territoriale, ben tre distinti comuni: Burgone, Ronconovo, Carpineta.
Il territorio era attraversato da una via che si dirigeva verso Sestola e Fanano, dove si congiungeva con la strada Modena-Pistoia. L'importanza di questa arteria nella rete viaria medievale della montagna modenese è testimoniata dall'imponente ponte di Olina. Esso era sorvegliato dalla torre di Burgone sulla riva destra e da un fortilizio sul poggio di Olina sulla riva sinistra. Per questo motivo le due località assunsero una particolare rilevanza strategico-militare per il controllo del ponte e della strada.
Di grande importanza era anche il castello di Olina, ora inesistente, che nel 1269 fu al centro di una cruentissima battaglia tra le fazioni frignanesi. L'esercito modenese guelfo venne sconfitto dai ghibellini guidati dai Montecuccoli, nella battaglia trovarono la morte i due capi dei guelfi, Alberto Boschetti e Jacopo Serafinelli.   La posta in gioco era il controllo del Frignano, che gli avversi comuni di Modena e Bologna, i quali appoggiavano diverse fazioni, si contendevano da tempo; per questo motivo inviarono proprie truppe di rinforzo. Tali lotte intestine terminarono nel 1337 con l'avvento della signoria degli Estensi, perché i Montecuccoli si allearono accortamente con essi e ottennero in feudo molte terre, tra cui Olina, il cui castello fu annoverato tra le loro principali fortezze.
Scomparsi per motivi ignoti i comuni di Carpineta e Ronconovo, Olina divenne nel corso del XV secolo il centro civile più importante del territorio, per poi divenire frazione del comune di Pavullo a seguito della Restaurazione. Da allora inizia la storia contemporanea di Olina.

## Monumenti e luoghi d'interesse

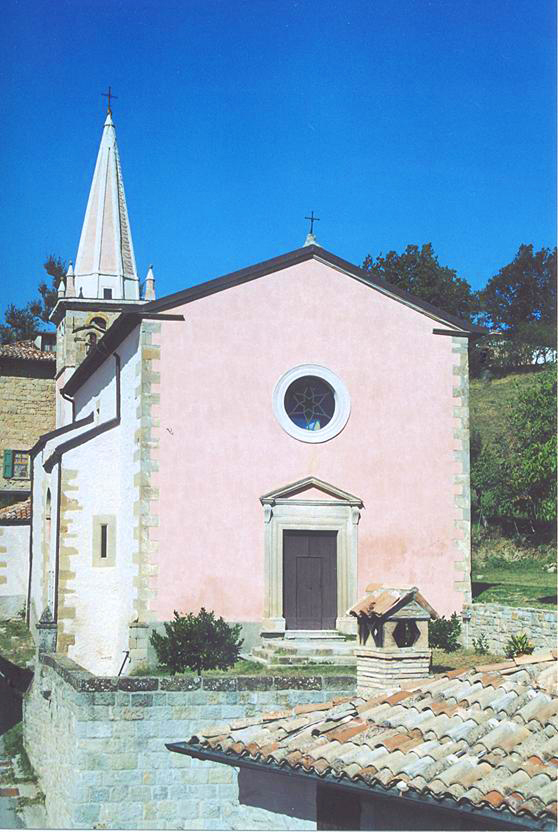
La chiesa di Olina

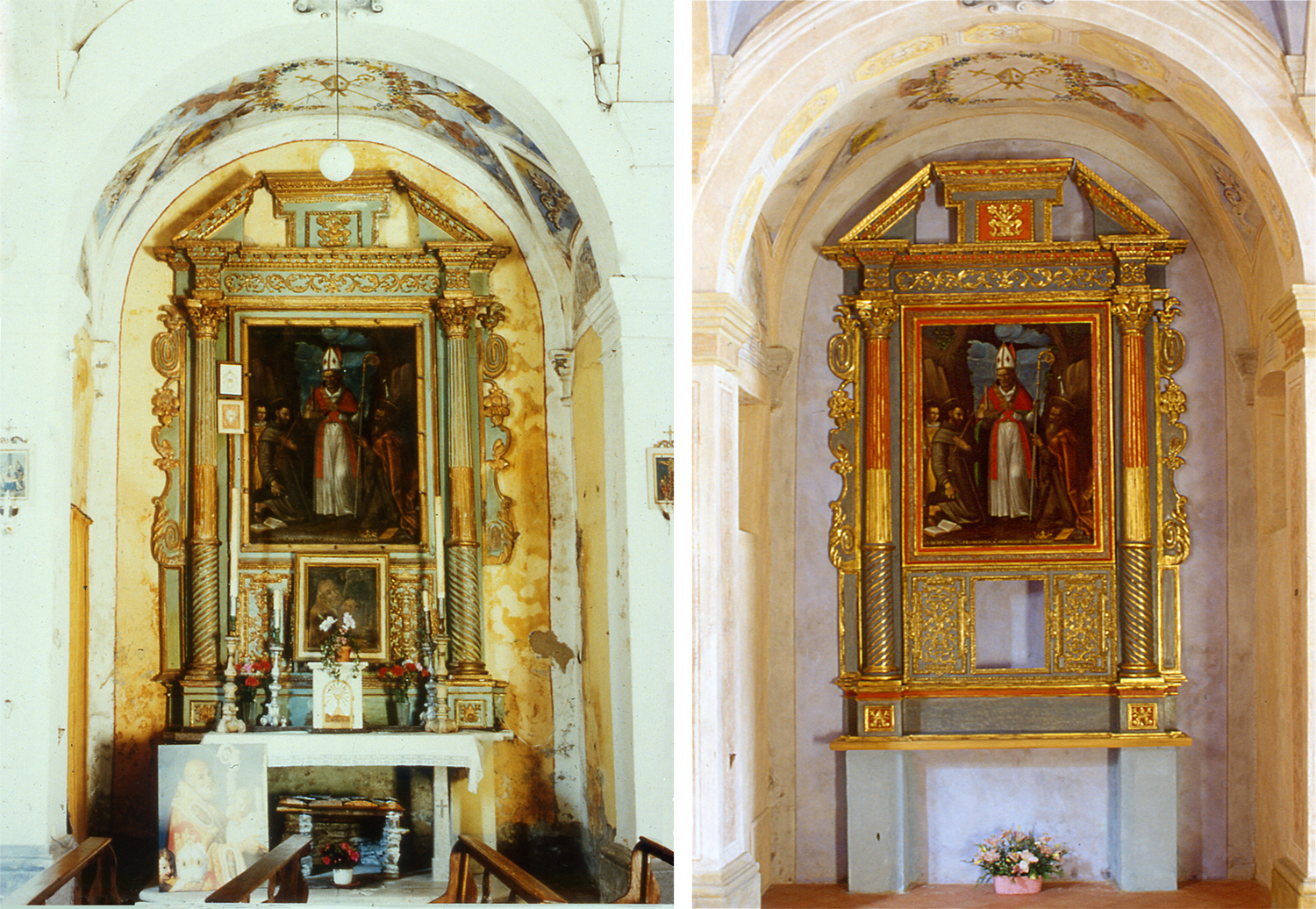
Cappella di San Geminiano prima e dopo il restauro

### Architetture religiose
- Chiesa dei Santi Pietro e Paolo Apostoli. Nel periodo 1700 - 1714 vennero aggiunte la cappella di Sant'Antonio e quella di San Giuseppe e l'edificio assunse, nelle linee fondamentali, la sua forma definitiva. Per tutto il secolo la comunità, nonostante le difficoltà economiche, cercò di arricchire la chiesa, che già possedeva importanti opere pittoriche, con altri arredi e, in particolare, nel 1733 fece costruire l'organo dal celebre Domenico Traeri, cembalista del Duca. Una situazione di generale incuria caratterizzò invece il secolo XIX e la chiesa venne pure colpita dal terremoto. Il campanile fu costruito nel 1552 nel luogo ove oggi si trova, venne restaurato nel 1639, sopraelevato nel 1884 e di nuovo restaurato nel 1933. La chiesa riuscì, nonostante le avversità, a conservare il suo gradevole e antico aspetto sino al 1954 - 1955 quando all'interno subì una pessima ristrutturazione. La manomissione colpì le decorazioni delle pareti, la cantoria e l'organo, il pavimento, gli altari e la balaustra. L'antica struttura architettonica per fortuna si salvò. Da allora, sino al 1996, la chiesa di Olina subì la trascuratezza degli uomini e l'inesorabile logoramento del tempo. I lavori di restauro (1997 - 2002), diretti dalle Soprintendenze di Bologna e Modena, hanno interessato tutto il complesso edilizio formato da chiesa, muro del sagrato, campanile, i beni artistici e l'organo.

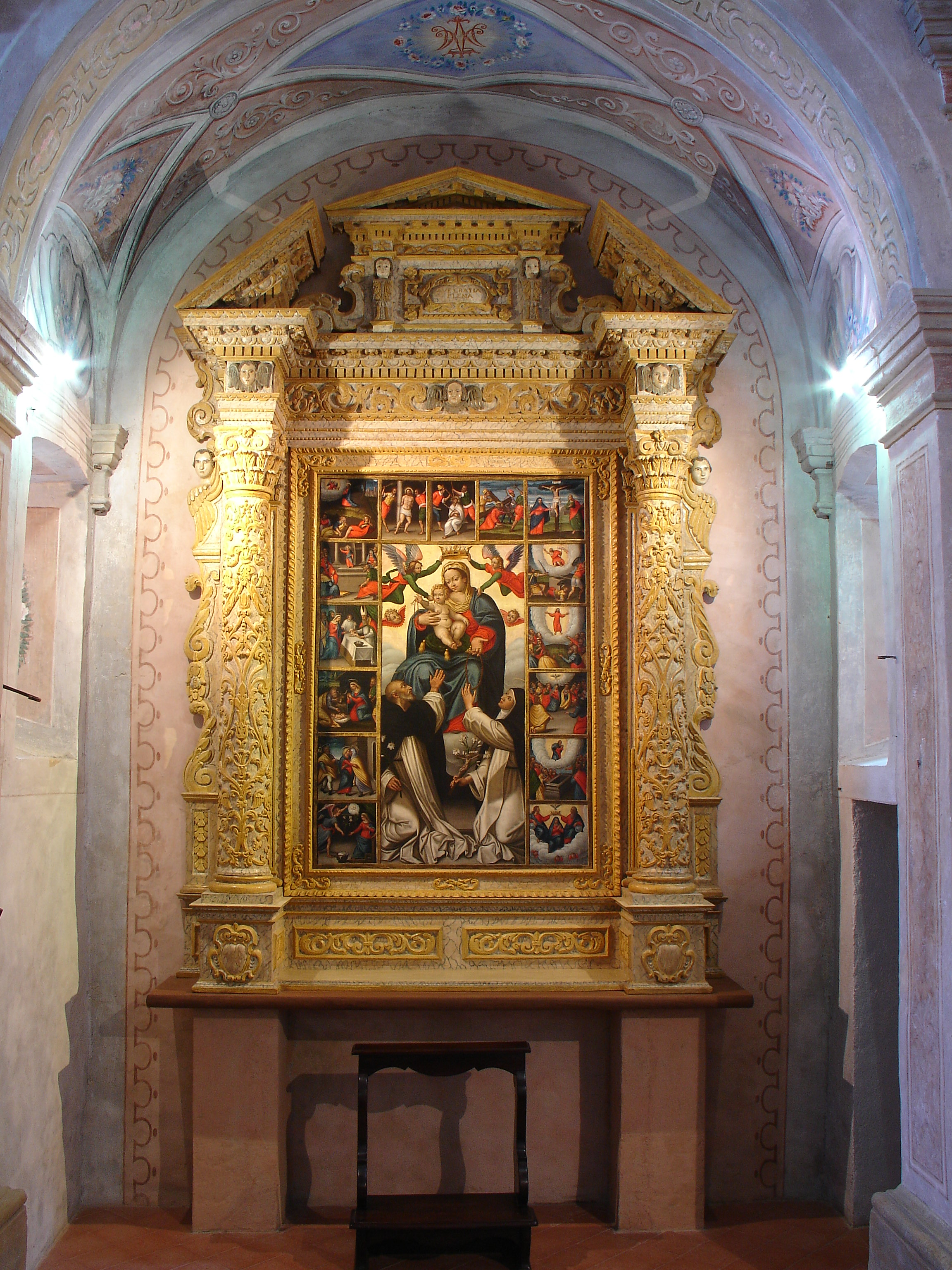
Ascanio Magnanini, Madonna del Rosario e Misteri. 1615

La chiesa di Olina, è composta da una sola navata con quattro cappelle, al suo interno mostra diverse opere di Ascanio Magnanini: Madonna con il Bambino e i Santi Pietro e Paolo (1610); San Geminiano e i Santi Vincenzo, Francesco e Pellegrino (1610); Madonna del Rosario e i misteri (1615), insieme ad altre opere di cui si ignora chi siano gli artefici: Deposizione (sec. XVII); Transito di San Giuseppe (sec.XVIII); San Geminiano (sec.XVIII).

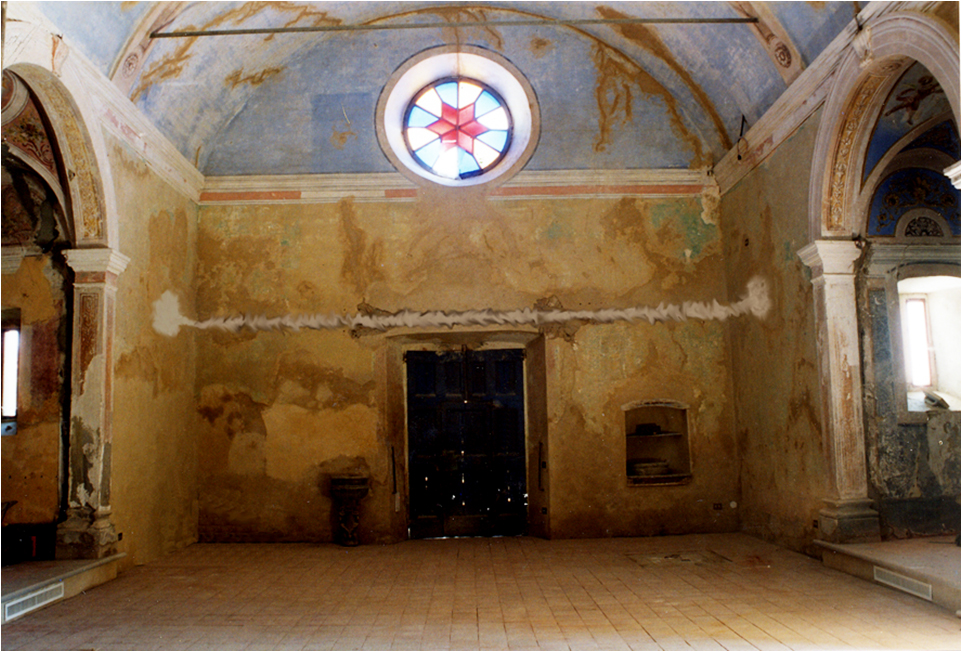
Controfacciata prima del restauro

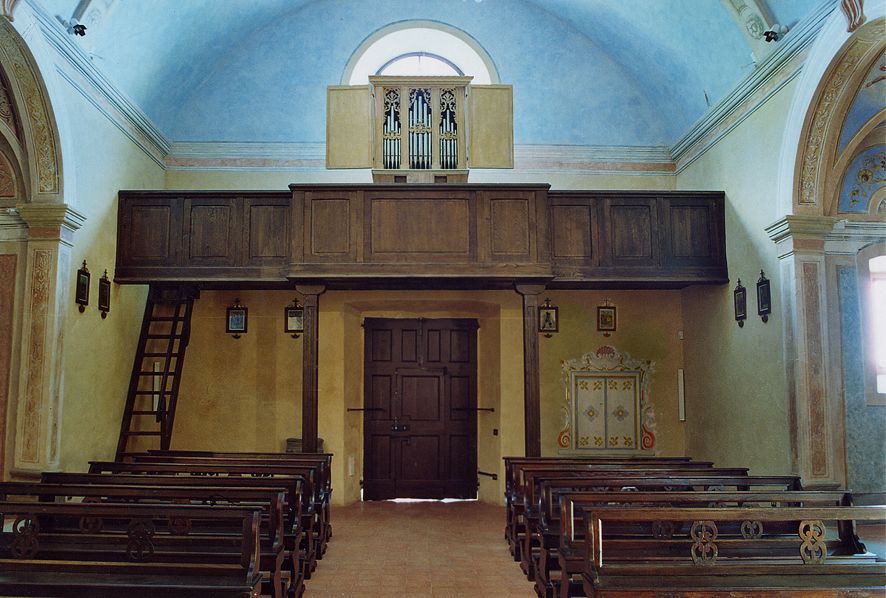
Controfacciata dopo il restauro

Vi sono antiche acquasantiere: entrambe molto antiche, l'una con decorazione di putti (sec. XV) e l'altra con una forma di conchiglia che fornisce appoggio (sec. XVII). Domenico Traeri nel 1733 ha contribuito alla crescita della chiesa fornendole dell'organo che la cui locazione nel corso dei tempi ha trovato molte variazioni, trovando infine pace in una nuova cantoria sopra la porta principale.

### Architetture civili
Il ponte di Olina, ad un arco soltanto, eretto nel 1522, è il simbolo della frazione. Costruito sulle rovine di un ponte precedente, era di importanza strategica, in quanto collegava Modena con Pistoia. Data la rilevanza contribuirono alle spese anche gli stati di Firenze e Lucca. Fu progettato dai famosi architetti Giovanni e Bernardo Parrocchetti, di Varese, che si stabilirono a Modena e gli furono concessi i cavalieri dal duca di Milano.